# Nyitrafő
Nyitrafő (1899-ig Gajdel, szlovákul Kľačno, németül Gajdel) község Szlovákiában, a Trencséni kerületben, a Privigyei járásban.

## Fekvése
Privigyétől 15 km-re északra a Nyitra partján fekszik.

## Nevének eredete
- A Kľak hegy alatti 5 km hosszan elnyúló település nevét onnan kapta, hogy a határában ered a Nyitra-folyó.

## Története
A falut a német jog alapján a 14. század közepén alapították. Első írásos említése „Geydel” néven 1413-ból származik, amikor a bajmóci uradalom és Németpróna város birtoka volt. 1464-ben „Gajdellehota” néven említik. A 17. században már nemesi község, 1647-ben 155 háztartással rendelkezett. 1653-ban az itteni kovácsok céhet alapítottak. 1670-ben 234 háztartása volt. 1678-ban kuruc hadak pusztították el, így a 18. század elején csak 18 család lakta. 1715-ben 18 adózó háztartása volt. 1726-ban megváltotta szabadságát a Pálffy uradalomból. Lakói mezőgazdasággal, gyümölcstermesztéssel, idénymunkákkal foglalkoztak. A falu központi tere a mai templom előtti terület volt. 1787-ben 121 házában 1333 lakos élt.
A 18. század végén Vályi András így ír róla: „GAJDEL. Német falu Nyitra Vármegyében, földes Ura Gróf Pálfy Uraság, lakosai katolikusok, fekszik Bajmótzhoz két mértföldnyire, határja soványas. gyümöltsösei nagyok, és hasznosak, vagyonnyaira nézve hasonlít Czákhoz, lakosai fa edényeket készítgetnek, harmadik Osztálybéli.”
1828-ban 254 háza volt 1774 lakossal, akik mezőgazdasággal, gyümölcstermesztéssel, idénymunkákkal foglalkoztak.
Fényes Elek 1851-ben kiadott geográfiai szótárában így ír a faluról: „Gajdel, nagy német falu, Nyitra vmegyében, Német-Prónához 1/2 órányira: 1774 kath. lak., kath. paroch. templommal. Erdeje nagy. Terem sok apró szilvájok, mellyet megaszalván messze el szoktak hordani, s igen kapós. F. u. gr. Pálffy Ferencz. Ut. p. Privigye.”
Borovszky Samu monográfiasorozatának Nyitra vármegyét tárgyaló része szerint: „Gajdel, nagy német falu a járás északi határán, Turóczvármegye szomszédságában, a Nasenstein nevü hegy alatt. Lakosainak száma 1833, vallásuk r. kath. Postája van, távirója és vasúti állomása Privigye. 1413-ban a község »Gejdel« név alatt a bajmóczi vár tartozéka volt. Kath. temploma nagyon régi, a XIV. században épült, kőfallal van körülvéve és kegyura gróf Pálffy János, kinek itt nagy kiterjedésü birtokai vannak. Földesurai a Thurzók és később az erdődi gróf Pálffyak voltak. Határában fakad a Nyitra folyó.”
A trianoni diktátumig Nyitra vármegye Privigyei járásához tartozott.
A második világháború idején lakói közül sokan részt vettek a szlovák nemzeti felkelésben, 1944 őszén a nácik 18 fogságba esett partizánt végeztek ki a településen.

## Népessége
| Év:            | 1994. | 2004.   | 2014.   | 2024.   |
| -------------- | ----- | ------- | ------- | ------- |
| Emberek száma: | 1072  | 1099    | 1113    | 1076    |
| Eltérés:       |       | +2,51 % | +1,27 % | -3,32 % |

| Év:            | 2023. | 2024.   |
| -------------- | ----- | ------- |
| Emberek száma: | 1061  | 1076    |
| Eltérés:       |       | +1,41 % |

1910-ben 2251, túlnyomórészt német lakosa volt.
2001-ben 1094 lakosából 1009 szlovák volt.
2011-ben 1103 lakosából 1025 szlovák.

## Neves személyek
- Itt született Pales Henrik Pál (1756-1835) kegyes tanítórendi áldozópap és tanár.
- Itt szolgált Dezider Anton Dubay (1902-1993) szlovák nyelvész, bibliográfus.
- Itt hunyt el 1975-ben Véneny Lajos növénynemesítő.

## Nevezetességei

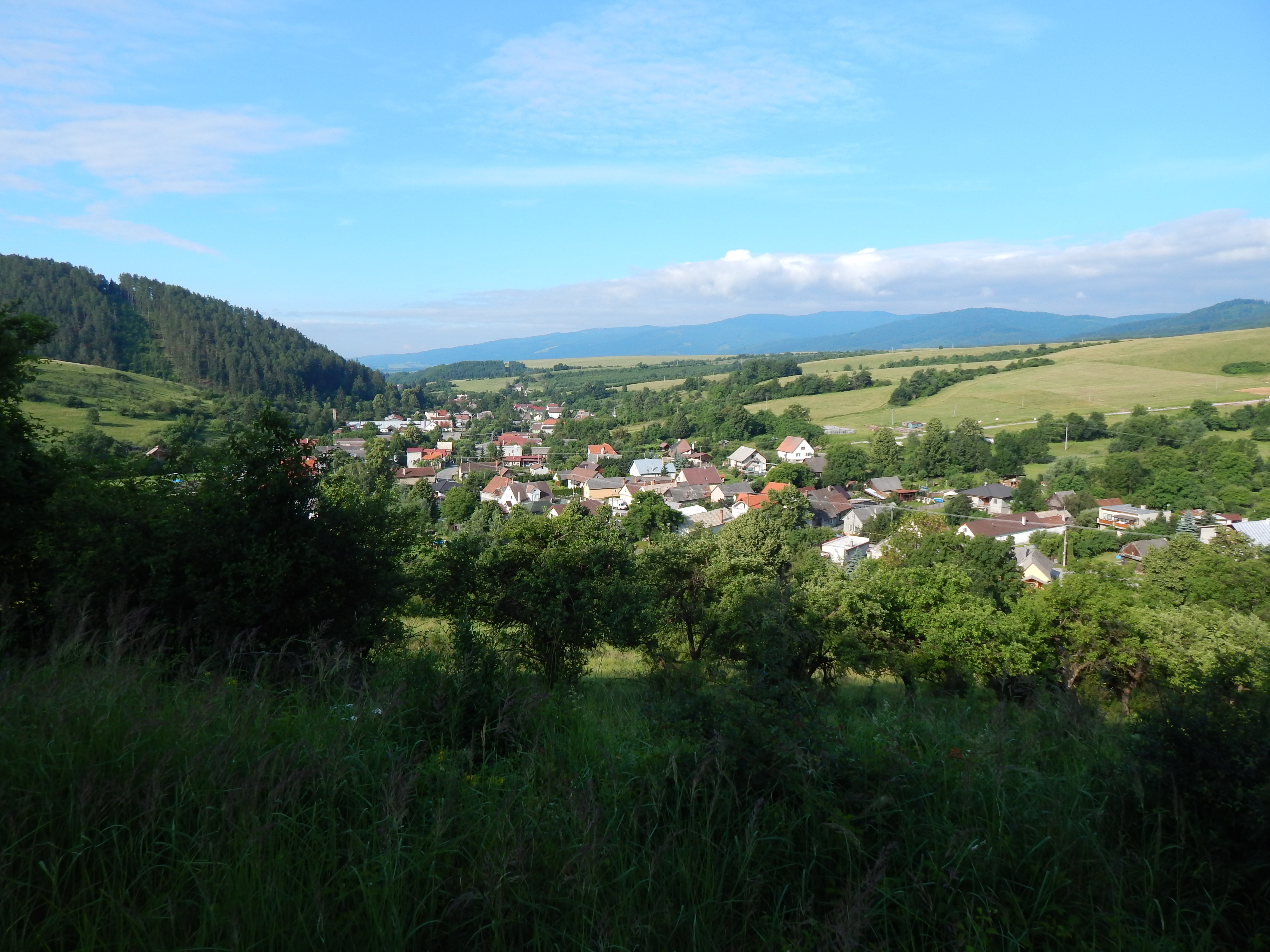
A falu látképe

- Szent Miklós tiszteletére szentelt római katolikus temploma középkori eredetű, 1464-ben épült eredetileg gótikus stílusban, egykor védelmi célokat is szolgált. 1686-ban barokk stílusban építették át.
- A Szűz Mária-kápolna 1824-ben épült klasszicista stílusban.
- A Mária-oszlop 1749-ben készült, késő barokk alkotás. A falu közepén a templom előtt áll.
- A Szlovák Nemzeti Felkelés emlékműve a falu felső végén áll.

## Külső hivatkozások
- Községinfó
- Nyitrafő Szlovákia térképén
- E-obce.sk[halott link]